# Pepper Adams
Pour les articles homonymes, voir Adams.
Park Frederick « Pepper » Adams III est un saxophoniste baryton américain, né à Highland Park (Michigan), le 8 octobre 1930, mort à New York le 10 septembre 1986.

## Biographie
Après la crise de 1929, ses parents mènent une vie chaotique, puis s'installent à Rochester (New York).
En 1943, il entend les orchestres de Cootie Williams et de Duke Ellington.
C'est le piano qu'il étudie d'emblée avant de s'initier à la clarinette puis au ténor. il et affublé dans ses vertes années du surnom "Pepper", au motif d'une ressemblance physionomique avec un joueur professionnel de base-ball contemporain. Dans les années 40, il sèche des cours pour aller écouter Duke Ellington, en rencontrer les musiciens; et encore adolescent ses jobs lui permettent de s'acheter un ténor.
La famille déménage à Détroit (haut lieu du jazz à l'époque) en 1946. Débutant sur son baryton acheté d'occasion dans le magasin de musique où il travaille -plus tard lui préférant un Selmer- il joue avec la crème des musiciens locaux (Harry Carney est alors son modèle): Lucky Thompson, Tommy Flanagan, Kenny Burrell, Donald Byrd, Paul Chambers, Elvin Jones.
De retour à New York en 1956 : il joue avec Maynard Ferguson, Chet Baker, puis intègre brièvement l'orchestre de Stan Kenton.
Sa volubilité musicale aussi bien que géographique l'amène en Californie où il enregistre avec d'illustres westcoasters : Shorty Rogers, Lennie Niehaus, Howard Rumsey. Il y enregistre ses premiers disques sous son propre nom.
De retour à New York, il joue dans l'orchestre de Benny Goodman (1958-59), forme un quintette en co-leader avec Donald Byrd (1958-62), joue dans l'orchestre de Lionel Hampton (1962-64), et surtout de Charles Mingus (1962-1966), forme un quintette qui donnera naissance au Thad Jones/Mel Lewis Orchestra, dans lequel il tient le pupitre de baryton jusqu'en 1977.
La dernière partie de son existence est caractérisée par une pléthore d'enregistrements, tant en combo qu'au sein de grands orchestres.
Sa renommée a été éclipsée par celle de Gerry Mulligan, son antithèse vivante.
Sa polyvalence est en effet une de ses caractéristiques majeures : au sein de la grande machine kentonienne comme dans les messes dionysiaques de Lionel Hampton ou dans le désordre ordonné de Mingus, substrat de la section d'anches chez Oliver Nelson ou Maynard Ferguson, ou Benny Carter, - pur hard bop comme envolées lesteriennes- il est loin de dédaigner l'improvisation d'un son âpre, mais précis (d'où son second surnom: « The Knife »), au sein de petites formations.

## Discographie

### En tant que leader ou co-leader
- 1957, Pepper Adams Quintet , Mode Records MOD-LP #112
- Critics choice (1957) (World Pacific)
- Pure Pepper (1957) (Savoy)
- The cool sound of Pepper Adams (1957) (Savoy)
- 10 to 4 at the Five-Spot [live] (1958) (Riverside/OJC)
- Off to the Races avec Donald Byrd  (1958)
- Motor city scene (1960) (Bethlehem)
- 10 to 4 at the Five-Spot [live] (1958) (Riverside/OJC)Stardust (1960) (Bethlehem)
- Out of this world (1961) (Fresh Sound)
- Royal Flush, avec Donald Byrd (1961) (Blue Note)
- Plays Charlie Mingus (1963) (Fresh Sound)
- Encounter! (1969) (Prestige/OJC)
- Ephemera (1973) (Spotlite)
- Pepper (1975) (Enja)
- Julian [live] (1975) (Enja)
- Live (1977) (Just Jazz)
- Live in Europe - Impro 02 (1977)
- Reflectory (1978) (Muse)
- The master (1980) (Muse)
- Urban dreams (1981) (Palo Alto)
- Conjuration: Fat Tuesday's session (1983) (Reservoir)
- Generations (1985) (Muse)
- Adams effect (1985) (Uptown)

### En tant que sideman
- Blue Gene, avec Gene Ammons (1958)